# Монумент памяти (Мельбурн)

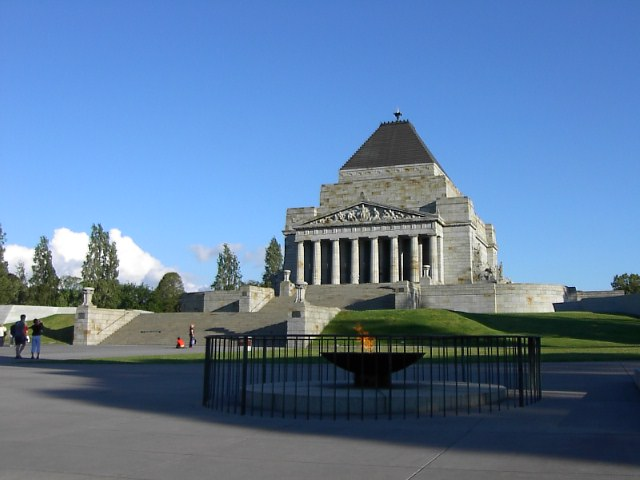
Монумент памяти

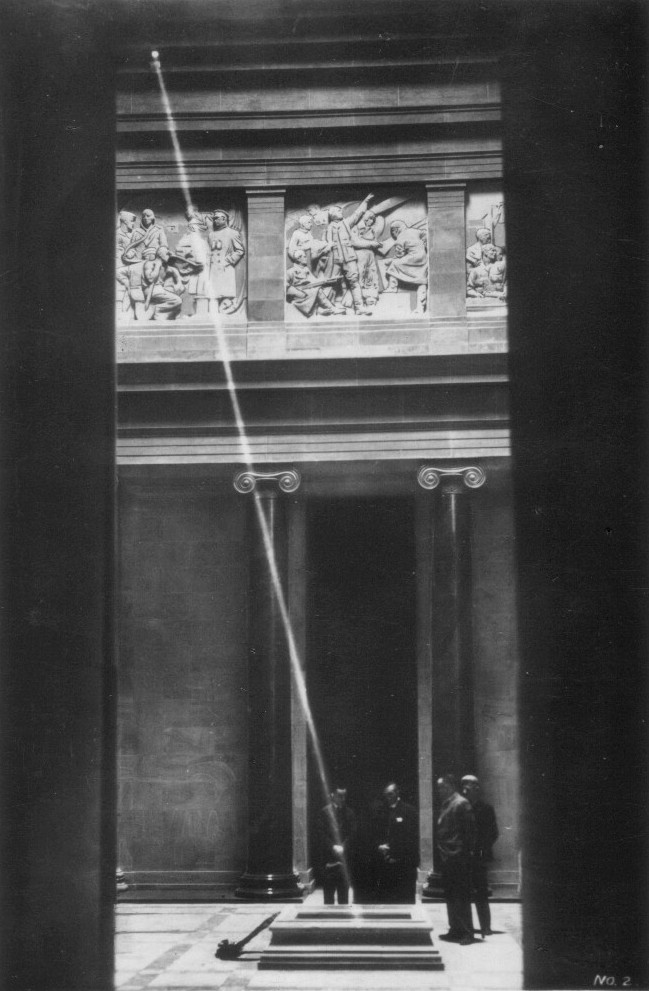
Солнечный луч, проходя через отверстие в потолке, освещает Камень Поминовения 11 ноября, в 11 часов утра

Монумент памяти (англ. Shrine of Remembrance) — расположен на улице Сент-Килда-роуд, в городе Мельбурн, Австралия. Это один из крупнейших военных мемориалов в Австралии. Первоначально был построен как мемориал, посвящённый жителям Виктории, которые служили в армии во время Первой мировой войны, однако вскоре стал рассматриваться как крупнейший мемориал в Австралии, посвящённый памяти всех австралийцев, погибших во всех войнах, в которых принимала участие страна. На территории комплекса проходят ежегодные празднования Дня АНЗАК (25 апреля) и Дня Поминовения (11 ноября).
Главное здание комплекса было построено по проекту двух архитекторов — ветеранов Первой мировой войны Филипа Хадсона и Джеймса Уордропа. Оно выполнено в стиле классицизма, а в основу проекта положены здания Мавзолея в Геликарнасе, одного из семи чудес света, и Афинского Парфенона. Здание построено из местного гранита. В центре сооружения расположено святилище, окружённое по периметру галереей. В святилище располагается мраморный Камень поминовения, на котором вырезана фраза «Greater love hath no man». Один раз в год, 11 ноября, в 11 часов утра, солнечный луч, проходя через специальное отверстие, освящает слово «Love». Под святилищем расположен Траурный зал, в котором находятся бронзовые статуи отца и сына, а также панели с перечнем всех подразделений австралийской армии, принимавших участие в Первой и Второй мировых войнах. В 2002—2003 годах к зданию был добавлен центр посетителей, который имеет отдельный вход непосредственно в Траурный зал.
Идея построить в Мельбурне мемориал, посвящённый воинам Первой мировой войны впервые появилась в 1918 году. Для её реализации были созданы два комитета, второй из которых объявил конкурс на лучший проект. В 1922 году победил как раз проект Монумента памяти. Однако вначале он встретил серьёзную оппозицию в прессе, в результате чего был пересмотрен Правительством Виктории. В защиту первоначального проекта выступил популярный в Австралии генерал, герой Первой мировой войны, Сэр Джон Монаш. В результате проект был утверждён окончательно, и первый камень в основание Монумента был заложен 11 ноября 1927 года. Строительные работы продолжались семь лет, и Монумент был официально открыт 11 ноября 1934 года.